# خانه معدن نطق
خانه معدن نطق مربوط به اوایل دوره قاجار است و در یزد، خیابان مسجد جامع کبیر، بازارچه رباطک واقع شده و این اثر در تاریخ ۱۷ اسفند ۱۳۸۱ با شمارهٔ ثبت ۷۷۶۴ به‌عنوان یکی از آثار ملی ایران به ثبت رسیده است.